# Tennistoernooi van Peking 2006
|                                               |  |                                         |
| Svetlana Koeznetsova, winnares bij de vrouwen |  | Marcos Baghdatis, winnaar bij de mannen |

Het tennistoernooi van Peking van 2006 werd van 11 tot en met 24 september 2006 gespeeld op de hardcourtbanen van het Beijing Tennis Center in de Chinese hoofdstad Peking. De officiële naam van het toernooi was China Open.
Het toernooi bestond uit twee delen:
- ATP-toernooi van Peking 2006, het toernooi voor de mannen (11–17 september)
- WTA-toernooi van Peking 2006, het toernooi voor de vrouwen (18–24 september)

ATP-toernooi van Peking‎ – WTA-toernooi van Peking/Shanghai

2000 · 2001–2003 · 2004 · 2005 · 2006 · 2007 · 2008 · 2009 · 2010 · 2011 · 2012 · 2013 · 2014 · 2015 · 2016 · 2017 · 2018 · 2019 · 2020–2022 · 2023 · 2024